# Antoine de la Sale
Antoine de la Sale (Provence, 1368 körül – 1461 körül) francia katona, író, nevelő.

## Pályafutása
Törvénytelen gyerekként született, apja az ünnepelt zsoldosvezér, Bernard de la Sale volt. 1402-ben csatlakozott Anjou hercege, II. Lajos címzetes nápolyi király udvarához, valószínűleg apródként. Később fegyvernökként, katonaként, hivatalnokként szolgált, II. Lajoson kívül III. Lajos címzetes nápolyi király és René nápolyi király környezetében. Részt vett II. Lajos itáliai hadjárataiban, járt Szicíliában. 1415-ben a mórok ellen harcolt a portugál fennhatóság alatt álló Ceutában. Az utolsó udvari poszt, amelyet az Anjouknál betöltött, René fia, János calabriai herceg nevelői tiszte volt. 1448-ban csatlakozott a Luxembourgokhoz, I. Péter herceg fia, Lajos St. Pol-i herceg nevelője lett.
Az 1440-es évek elején írt első könyvét, a La Salade-ot, egyfajta királytükröt a hercegeknek. Ebben helyet kapott két szicíliai útjának leírása is. 1451-ben készült La Sale című anekdotagyűjteménye, 1458-ban pedig megírta a Le Réconfort de Madame du Fresne című szöveget, amelyet vigasztalásul szánt Catherine de Neufville-nek, aki elvesztette a fiát. A szintén 1458-as Des anciens tournois et faictz d’armes egy bajvívásokról szóló értekezés. Legismertebb munkája, a Le Petit Jehan de Saintré című lovagregény 1456 és 1460 között keletkezett.